# François Szego
Ferenc Szukics, dit François Szego, est un footballeur franco-hongrois né le 20 février 1914 à Zalaegerszeg (Autriche-Hongrie) et mort le 19 février 1992 à Agonès (Hérault). Il a évolué comme attaquant (ailier gauche) au Stade de Reims et au Football Club de Nancy dans les années 1940.
Après sa carrière, il devient entraîneur et dirige notamment l'Atlético Clube de Portugal de septembre 1955 à avril 1956 et le Racing Club olympique agathois de 1962 à 1969.

## Carrière de joueur
- Zalaegerszeg TE FC
- Hungária FC
- Miskolci Bástya[1]
- 1940-1941 : Girondins ASP Bordeaux
- 1941-1943 : Stade de Reims
- 1943-1944 : É.F. Reims-Champagne
- 1944-1945 : Stade de Reims
- 1945-1947 : FC Nancy
- 1948-1951 :  Sfax railway sport (entraîneur-joueur)

## Palmarès
- Vainqueur de la Coupe de France 1941 avec les Girondins de Bordeaux

- Finaliste de la Coupe de France 1944 avec l'É.F. Reims-Champagne

## Source
- Marc Barreaud, Dictionnaire des footballeurs étrangers du championnat professionnel français (1932-1997), cf. notice du joueur page 165.